# Рагби 15 репрезентација Шведске
Рагби јунион репрезентација Шведске је рагби јунион тим који представља Краљевину Шведску у овом екипном спорту. Рагби се у Шведској појавио између два светска рата, а 1930. основан је рагби савез Шведске. Дрес Шведске је плаве и жуте боје, а капитен је Ијан Говланд. Први званичан тест меч рагби јунион репрезентација Шведске је одиграла 1949. против Данске и победила 6-0. Највећу победу шведски рагбисти су остварили 2001. над Луксембургом 116-3. Рагби јунион репрезентација Шведске је у дивизији 1Б Куп европских нација. Шведска је најача нордијска селекција у рагбију.

## Тренутни састав
Петер Блаха
Ларс Тунестал
Марк Беневериџе
Стефан Обрадовић
Рикард Јохансон
Данијел Чемберлен
Данијел Леге
Ендру Дејш
Рис Ален
Себастијан Ален
Тед Холмгрен
Кристофер Бредли
Симон Пирс
Ли Сандберг
Конор Марфи
Дастин Итон
Мајкл Линч
Рикус ван Никурк
Фред Павле
Робин Франсон
Тим Мекнели
Ијан Говланд - капитен